# 127 Johana
127 Johana (mednarodno ime 127 Johanna) je asteroid v glavnem asteroidnem pasu. Kaže značilnosti dveh tipov asteroidov (tipa S in tipa T).

## Odkritje
Asteroid je 5. novembra 1872 odkril Paul Henry.. Poimenovan je verjetno po Johani Decker.

## Značilnosti
Asteroid Johana obkroži Sonce v 4,57 letih. Njegova tirnica ima izsrednost 0,064, nagnjena pa je za 8,245° proti ekliptiki. Njegov premer je 122 km, okrog svoje osi se zavrti v 11 urah. Ima zelo temno površino, verjetno ga sestavljajo preproste ogljikove spojine.